# Plessisville (ville)
Pour les articles homonymes, voir Plessisville.
Plessisville est une ancienne ville du Québec située dans la MRC de L'Érable dans le Centre-du-Québec, au Canada.
Plessisville était enclavée par la municipalité de paroisse de Plessisville.
Le recensement de 2021 y dénombre 6 414 habitants.

## Toponymie
Le nom de la ville et de la paroisse fut donné en l'honneur de Monseigneur Joseph-Octave Plessis, évêque de Québec au début du XIXe siècle. Le gentillé « plessisvillien » utilisé en 1905 a été remplacé par plessisvillois et plessisvilloise en 1976.

## Histoire

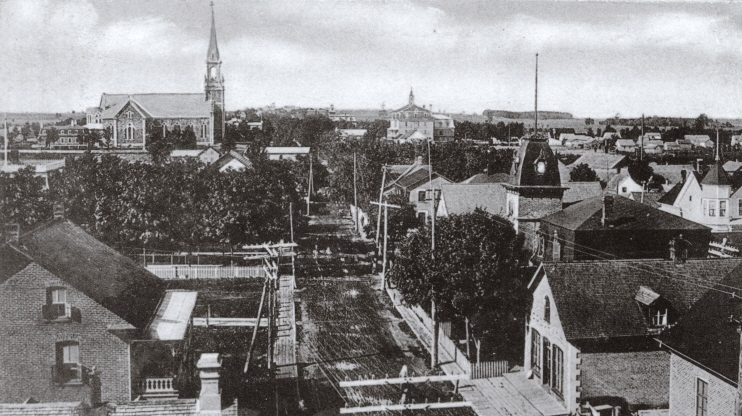
Rue Saint-Calixte, vue du côté est, Plessisville, vers 1910.

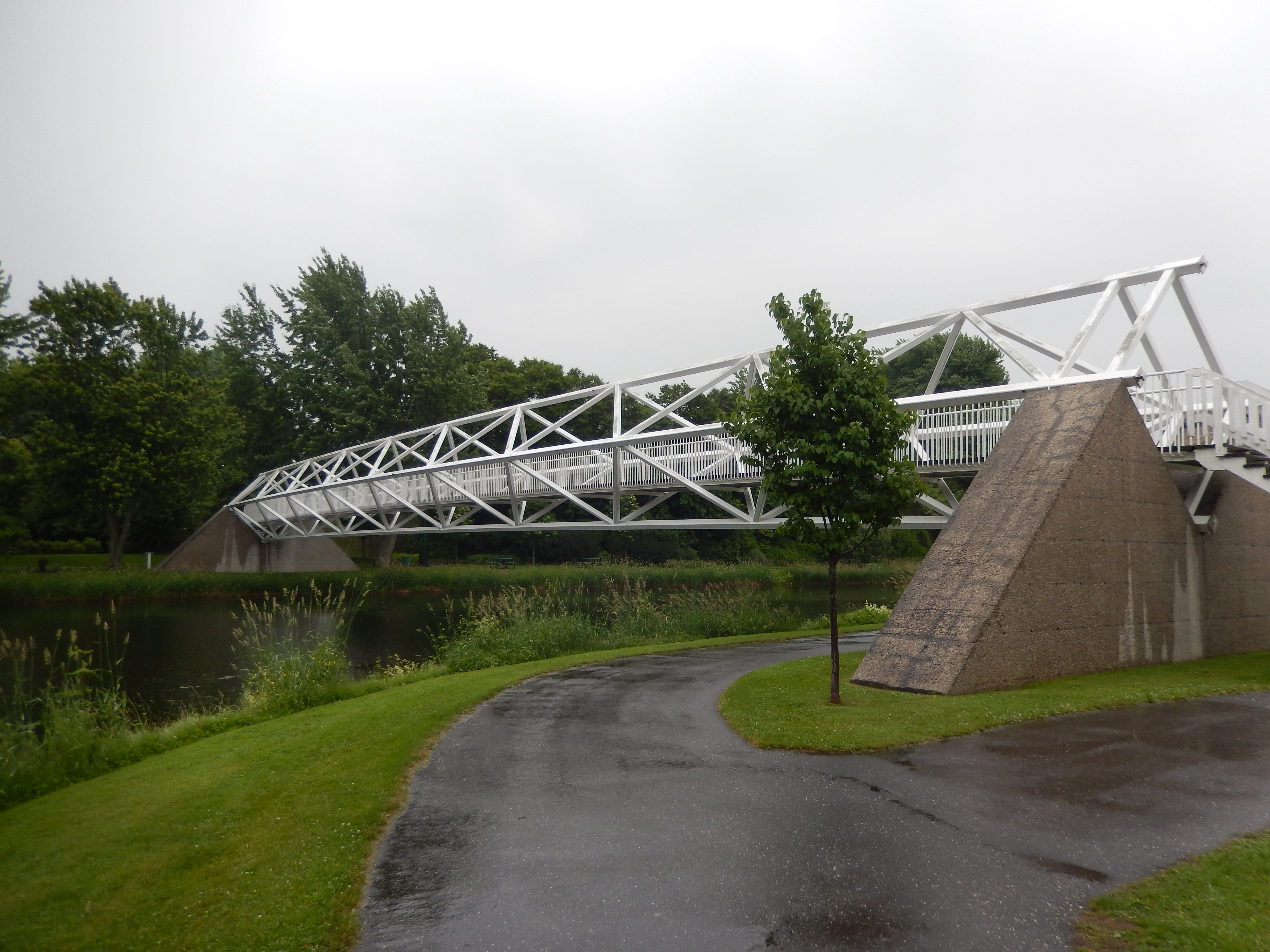
La passerelle Armand-Vaillancourt sur la rivière Bourbon, construite en 1991.

Le canton de Somerset est érigé le 13 avril 1804. À l'automne 1835, Jean-Baptiste Lafond et son fils, originaires de Baie-du-Febvre, sont les premiers à s'y installer. Ils sont rejoints rapidement par d'autres habitants venus défricher la région. La paroisse Saint-Calixte-de-Somerset ouvre ses registres en 1840 et est officiellement constitué le 6 juillet 1848. Un premier curé résident entre en fonction en 1850.
Le 27 avril 1855, la municipalité de village de Plessisville est créée. Quelques mois plus tard, la municipalité du canton de Somerset-Sud est constitué autour du village. Somerset-Sud devient la municipalité de paroisse de Plessisville en 1946. Des poursparlers sont en cours pour fusionner les deux entités plessisvilloises, mais des différends entre les deux municipalités empêchent leur fusion.
Le 16 mai 1885, un incendie rase une grande partie du village. L'église Saint-Calixte, telle qu'elle existe aujourd'hui, ouvre ses portes en 1902. En 1913, des hommes d'affaires fondent la Compagnie Électrique Plessis. Elle est rachetée par la Shawinigan Water and Power Company en 1929. En 1923, l'hôtel de ville est construit dans un style Second Empire, inspiré entre autres par la maison Cormier. En 1928, la Coopérative des producteurs de sucre d’érable du Québec installe à Plessisville sa première usine de transformation. En 1981, un centre communautaire est inauguré.
Le 1er janvier 2024, la ville fusionne avec la municipalité de paroisse de Plessisville.

### Héraldique
| Meliora paramus |
| --------------- |

| L'écu de Plessisville se blasonne ainsi : Coupé, au 1, parti d'argent semé de fleur de lys d'azur au chevron de gueules, de pourpre à la crosse issante d'or, au 2 d'azur à un érable d'or posé sur une terrasse de sinople. |

## Démographie
En 2021, le recensement canadien indique que la population a diminué de 2,1% depuis 2016 en atteignant 6414 habitants pour une moyenne d'âge de 46,3 ans.
| 1871 | 1881 | 1891  | 1901  | 1911  | 1921  | 1931  | 1941  | 1951  |
| ---- | ---- | ----- | ----- | ----- | ----- | ----- | ----- | ----- |
| 721  | 776  | 1 323 | 1 586 | 1 559 | 2 032 | 2 536 | 3 522 | 5 094 |

| 1956  | 1961  | 1966  | 1971  | 1976  | 1981  | 1986  | 1991  | 1996  |
| ----- | ----- | ----- | ----- | ----- | ----- | ----- | ----- | ----- |
| 5 829 | 6 570 | 7 238 | 7 204 | 7 238 | 7 249 | 7 042 | 6 952 | 6 810 |

| 2001  | 2006  | 2011  | 2016  | 2021  | - | - | - | - |
| ----- | ----- | ----- | ----- | ----- | - | - | - | - |
| 6 756 | 6 677 | 6 688 | 6 551 | 6 414 | - | - | - | - |

## Administration
Les élections municipales se faisait en bloc et suivaient un découpage de six districts.
| Plessisville (ville) Maires depuis 2001                                                                              |                    |         |          |
| Élection | Maire              | Qualité | Résultat |
| 2001 | Jacques Martineau  |         | Voir     |
| 2005 | Jacques Martineau  | Voir    |          |
| 2009 | Réal Ouellet       |         | Voir     |
| 2013 | Jean-Noël Bergeron |         | Voir     |
| 2015 | Mario Fortin       |         | Voir     |
| 2017 | Mario Fortin       | Voir    |          |
| 2021 | Pierre Fortier     |         | Voir     |
| Élection partielle en italique Depuis 2005, les élections sont simultanées dans toutes les municipalités québécoises |                    |         |          |

## Culture
La ville de Plessisville était souvent reconnue comme étant la « capitale mondiale de l'Érable ».

## Économie
Plessisville oriente son développement selon les principes du développement durable.

## Activités
Selon le site Walkscore, sur une liste de 100 villes du Québec, Plessisville se situe au 17e rang de la ville la plus praticable à la marche. Parmi les villes de moins de dix milles habitants, la ville se situe au deuxième rang.

### Gastronomie
Le fromage Le ChamPaître est fabriqué par la fromagerie Éco-Délices à Plessisville. Il est fait de lait de vache, à pâte demi-ferme à croûte lavée, aux arômes de fleurs sauvages.
La fromagerie produit aussi le Mamirolle, un fromage à pâte semi-ferme à croûte lavée. Son odeur fruitée avec une pointe d'amande s'accompagne d'une saveur de fruit.

### Festival de l'érable de Plessisville
« Le Festival de l'érable de Plessisville, célébré officiellement depuis 1959, souligne le rôle senti de cette industrie dont les Amérindiens sont en quelque sorte les pionniers puisqu'ils ont attiré l'attention des Blancs sur le traitement de l'eau d'érable et des produits que l'on pouvait en extraire comme le sirop, le sucre et la tire. Plessisville jouit de ce titre notamment parce que le mouvement coopératif y a implanté un centre d'entreposage, de classification et de mise en marché des produits de l'érable pour tout le sud du Québec. »

## Personnalités notables
- Jean-Philippe Baril-Guérard, écrivain, acteur, animateur et metteur en scène
- Christiane Bélanger, ballerine
- Denis Blondin, anthropologue
- Mavrick Bourque, joueur de hockey
- Pierre Bourque, saxophoniste
- Hildegarde Carle, artiste peintre (1926-2017)
- Denise Chartier, comédienne
- Napoléon-Charles Cormier (1844-1870), homme politique et homme d'affaires
- William Deslauriers, musicien
- Claude Forand, auteur
- Pierre-André Fournier, archevêque catholique
- Monique Gagnon-Tremblay, femme politique
- Raymond Garneau, homme politique
- Louis Houde[11], avocat et homme politique
- Lorraine Pintal, comédienne
- Louis-Édouard Roberge, homme politique
- Normand Rousseau, romancier
- François Théodore Savoie, homme politique
- Sam Vigneault, humoriste